# I gatti di Cattanooga
I Gatti di Cattanooga (Cattanooga Cats) è una serie televisiva a cartoni animati ideata e prodotta dalla Hanna-Barbera dal 1969 al 1971.

## Trama
(Intro in tutti gli episodi)
I gatti di Cattanooga sono un gruppo di musicisti di successo sempre in fuga dalle loro fan a bordo del furgone "Tutto gas".

## Trasmissione
Nella prima stagione (1969-1970) ogni puntata durava circa un'ora ed era suddivisa in quattro segmenti che oltre alla serie del titolo, proponevano  Mototopo e Autogatto, Al lupo! Al lupo! e Il giro del mondo in 79 giorni.
Nella stagione successiva (1970–1971) la durata fu ridotta a mezz'ora e la serie principale si alternava con  Mototopo e Autogatto. I personaggi protagonisti della serie principale appaiono anche in brevi frammenti tra un cartone e l'altro, nonché in veri e propri video musicali delle loro canzoni.

## Personaggi

### Personaggi principali
- Country: è il cantante/chitarrista country del gruppo.
- Kitty Jo: è la cantante e ballerina del gruppo.
- Scoots: è il bassista del gruppo.
- Groove: è il batterista del gruppo.

### Personaggi secondari
- Chessie: è la cacciatrice di autografi; difatti insegue i gatti di Cattanooga per ottenere degli autografi per il suo fan club.
- Tutto gas: è il furgone dei gatti di Cattanooga.

## Episodi
| Nº | Titolo originale       | Titolo italiano                  | Prima TV USA      | Prima TV Italia |
| -- | ---------------------- | -------------------------------- | ----------------- | --------------- |
| 01 | Witch Whacky           | La maga va in pensione           | 6 settembre 1969  | 11 marzo 1980   |
| 02 | Geronihoho             |                                  | 13 settembre 1969 | 13 marzo 1980   |
| 03 | The Big Boo-Boo        | Kitty maestra di balli moderni   | 20 settembre 1969 | 15 marzo 1980   |
| 04 | The Wee Greenie Goofie | Lo gnomo verde come la mia valle | 27 settembre 1969 | 17 marzo 1980   |
| 05 | Mummy's Day            |                                  | 4 ottobre 1969    | 19 marzo 1980   |
| 06 | Zoo's Who              | Allo Zoo                         | 11 ottobre 1969   | 21 marzo 1980   |
| 07 | Autograph Hounded      | La cacciatrice d'autografi       | 18 ottobre 1969   | 23 marzo 1980   |
| 08 | The Caribbean Kook     | Il pirata Barbarossa Junior      | 25 ottobre 1969   | 25 marzo 1980   |
| 09 | Ghosting A-Go-Go       | Il fantasma a go-go              | 1 novembre 1969   | 27 marzo 1980   |